# Marmorta
Marmorta (Marmôrta in dialetto bolognese orientale) è una frazione di Molinella. È situata a 4 km a est del capoluogo lungo la strada che conduce ad Argenta.

## Geografia e storia
Il villaggio si trova situato al centro dell'area un tempo occupata dalle Valli di Marmorta (o Marmorto) e Argenta. Questa estesa palude, che andava  dal poggio di Molinella fino ad Argenta e costeggiava il lato destro del Po di Primaro, era stata a lungo considerata malsana ed era del tutto disabitata. Significativi sono alcuni toponimi della zona: Fossa Putrida, Canale Mortizio e Passo del Morgone. Vi sfociavano in principio anche il torrente Idice e il Sillaro.
Solo nel XVII secolo si ha notizia di un luogo di culto dedicato alla Santa Croce situato a sud dell'attuale Marmorta in un luogo emerso dalle acque e circondato da alcune abitazioni. È ancora possibile vedere il rudere di questa chiesa.
Dopo la bonifica delle paludi, l'abitato si concentrò accanto alla nuova chiesa dove si trova tuttora. L'area bonificata, grazie alla sua abbondanza di acqua, venne coltivata principalmente a risaia, costituendo una delle zone più produttive di riso del Nord Italia. La coltivazione del riso venne poi gradualmente abbandonata per passare a colture a secco.
Nonostante la bonifica della gran parte delle Valli di Marmorta e Argenta, sono ancora i presenti residui vallivi nell'area: l'esempio principale è costituito dalle Valli di Campotto.

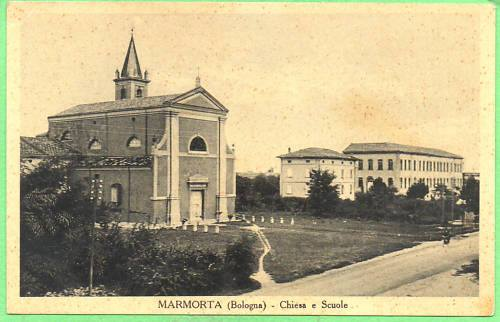
Marmorta in una cartolina di inizio Novecento
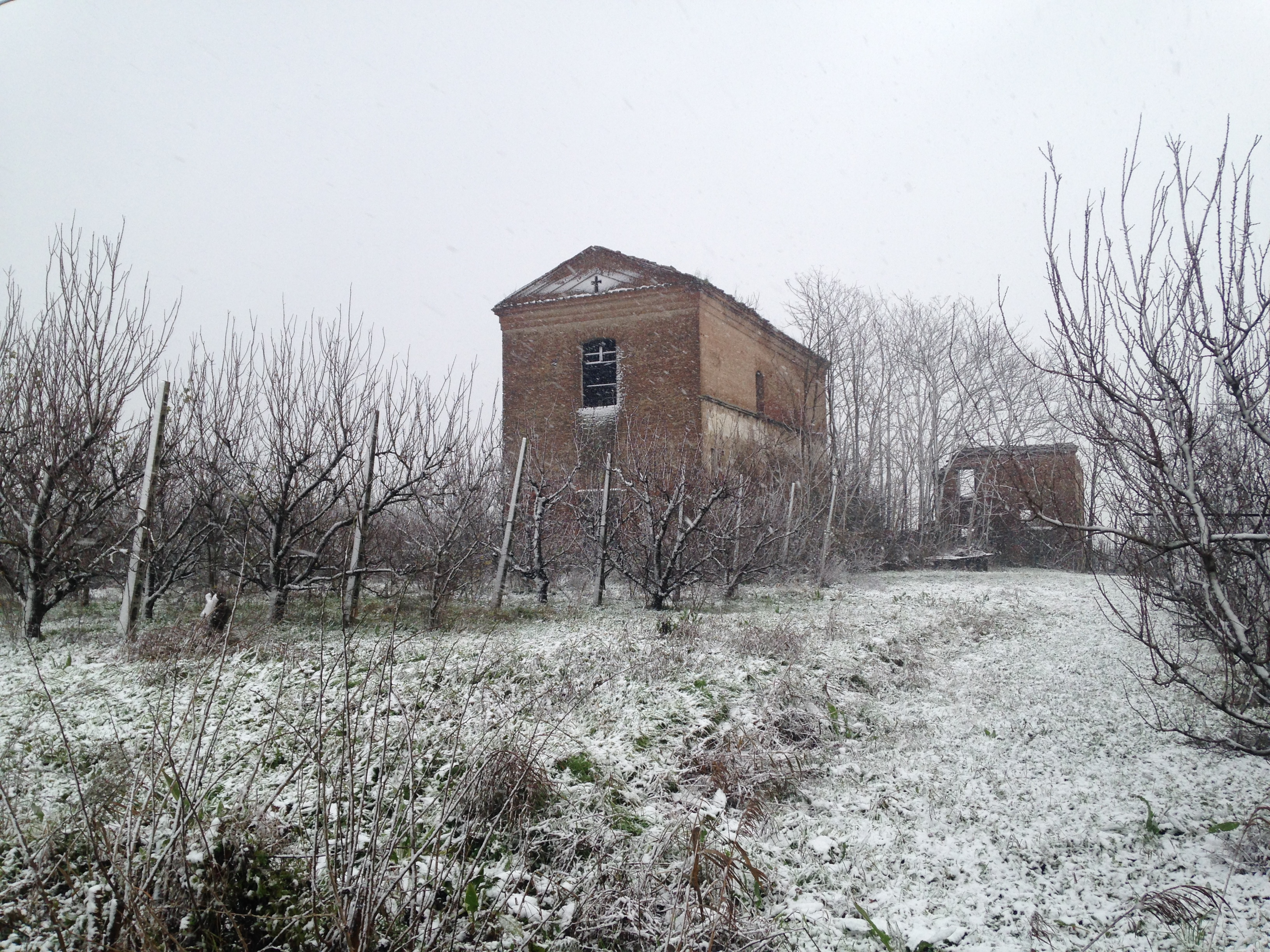
La chiesa vecchia di Marmorta, abbandonata per le alluvioni